# Liberazione di un'indemoniata
La Liberazione di un'indemoniata è un affresco (364x300 cm) di Andrea del Sarto, databile al 1509-1510, e conservato nel Chiostro dei Voti della basilica della Santissima Annunziata di Firenze.

## Storia
Vasari spiegò nelle Vite i termini dell'allogazione delle Storie di san Filippo Benizi ad Andrea del Sarto da parte dei padri serviti, con l'interessamento in particolare del sagrestano fra' Mariano dal Canto delle Macine, il quale arrivò a minacciare l'artista di offrire il prestigioso incarico al Franciabigio e a un compenso molto più basso. Le fonti d'archivio non hanno restituito documenti esatti circa gli affreschi, ma solo sulla preparazione delle pareti per la stesura della pittura.
La sequenza cronologica delle scene tradizionalmente inizia con la Punizione dei bestemmiatori e prosegue con la Liberazione di un'indemoniata, la Morte di san Filippo Benizi e resurrezione di un fanciullo,  la Devozione dei fiorentini alle reliquie di san Filippo e San Filippo risana un lebbroso, ma Freedberg fece una nuova proposta basata su motivi stilistici (l'allontanamento dalle forme alla Ghirlandaio), che ordina la Liberazione di un'indemoniata, poi la Guarigione del lebbroso, la Morte, la Devozione e la Punizione.
Shearman poi invece ritenne più probabile la datazione tradizionale. Per la Liberazione di un'indemoniata ad esempio Freedberg leggeva il persistere di stilemi di derivazione quattrocentesca, mentre lo Shearman parlò del gennaio-febbraio 1510 ravvisandovi un'influenza dello Sposalizio della Vergine del Franciabigio.
Uno studio per l'affresco si trova al Cabinet des Dessins del Louvre (n. 1689).

## Descrizione e stile

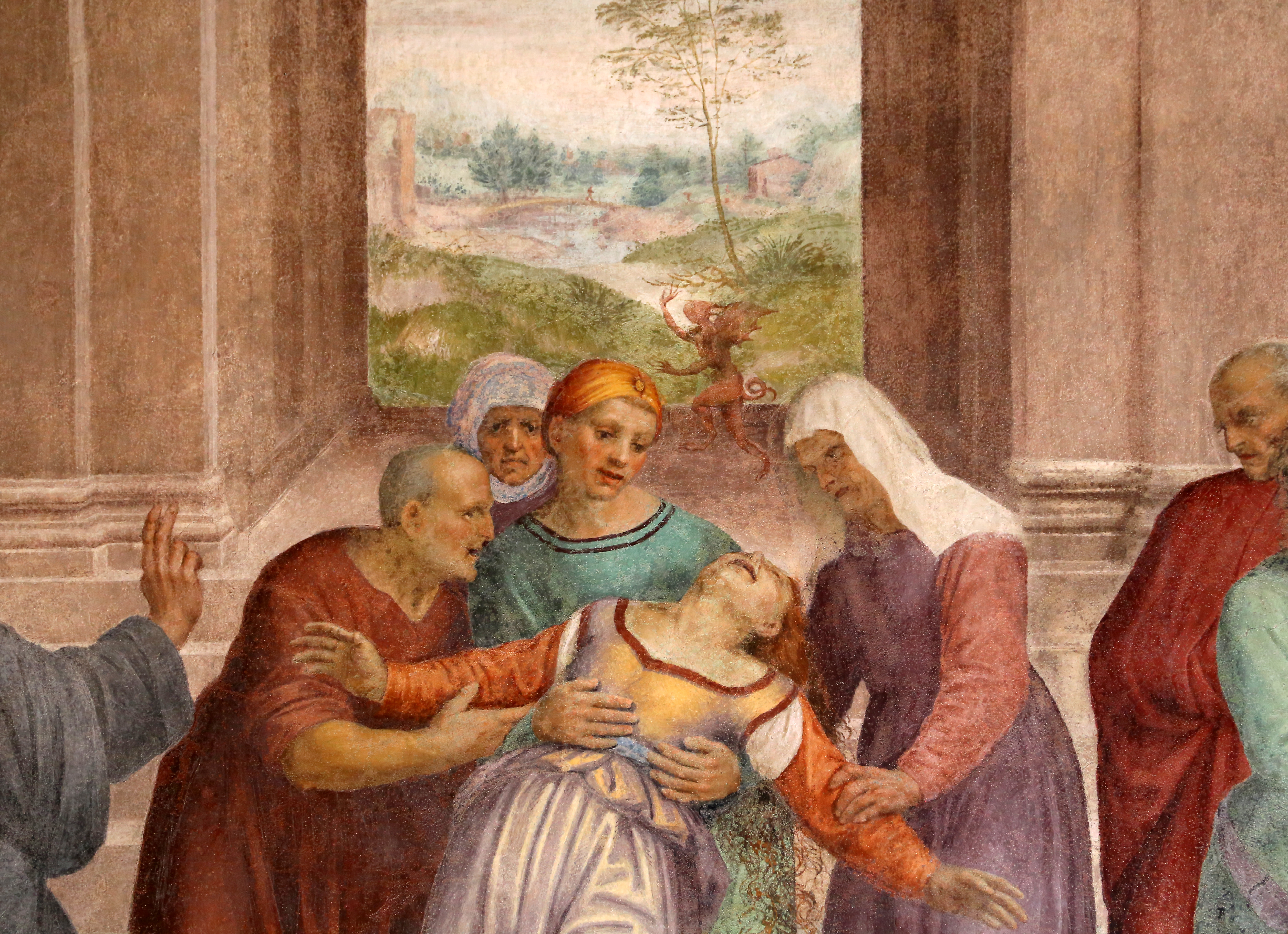
Dettaglio

«La terza fece quando san Filippo cava lo spirito da dosso a una femmina». Così Vasari descrisse questo affresco, che mostra sullo sfondo di un'architettura classicheggiante il miracolo del santo che, impartendo la benedizione a un'indemoniata al centro della scena, la guarisce. I vari personaggi si dispongono lungo la scena generando linee prospettiche che conducono verso il centro del dipinto, dove si trova l'ossessa a braccia spalancate retta da una coppia, probabilmente i genitori. Qui lo sguardo è attratto anche dalla fuga prospettica che si apre attraverso un arco al centro, che conduce a un idilliaco paesaggio.
Sebbene sia stata registrata una mancata integrazione tra figure e sfondo, si vedono in alto alcuni personaggi che incuriositi si affacciano a guardare la scena, un elemento che venne poi sviluppato dall'artista anche in opere più tarde, quali il Cenacolo di San Salvi.